# Čas sluhů
Čas sluhů je český film, který natočila režisérka Irena Pavlásková v roce 1989 jako svůj celovečerní debut. Film vypráví o zamindrákované vysokoškolačce (Ivana Chýlková), která se vstupem do života mění na všehoschopnou osobu, která jde za svým jakýmkoli způsobem. Své nejlepší kamarádce převezme partnera (Karel Roden), s kterým pak manipuluje a na jeho úkor si užívá.

## Obsazení
| Ivana Chýlková  | Dana                   |
| Karel Roden     | Milan                  |
| Jitka Asterová  | Lenka                  |
| Libor Žídek     | Luboš                  |
| Miroslav Etzler | Marek                  |
| Eva Holubová    | Bohunka                |
| Vilma Cibulková | Hanka                  |
| Petr Haničinec  | zástupce ředitele      |
| Helga Čočková   | žena zástupce ředitele |
| Jiří Brožek     | Pražák                 |